# Jolan Cox
Jolan Cox (Wilrijk, 12 juli 1991) is een Belgisch volleyballer.

## Levensloop
Cox speelde achtereenvolgens bij Amigos Sint-Antonius Zoersel, VC Puurs, Volley Menen, Topvolley Antwerpen, VC Maaseik en het Franse NVB. Sinds 2020 is hij wederom actief bij Volley Maaseik.
Daarnaast werd hij verschillende malen geselecteerd voor de Red Dragons, het Belgisch nationaal volleybalteam, waarvoor hij een tijdlang optrad als kapitein.